# Povenluodot
Povenluodot är en ö i Finland. Den ligger i sjön Pihlajavesi och i kommunen Nyslott i  landskapet Södra Savolax, i den sydöstra delen av landet, 280 km nordost om huvudstaden Helsingfors. Öns area är 0,1 hektar och dess största längd är 60 meter i öst-västlig riktning.  Notera att namnet antyder att det är fråga om flera öar.